# Шадукаев, Мансур Анзорович
Мансу́р Анзо́рович Шадука́ев (род. 9 марта 1996, Кустанайская область) — казахстанский борец греко-римского стиля, бронзовый призёр чемпионата Азии.

## Карьера
Чеченец. Выступает в супертяжёлой весовой категории (до 130 кг).
В 2017 году на чемпионате мира среди молодёжи Шадукаев занял 12-е место. На следующий год он стал 22-м на чемпионате мира среди молодёжи и 21-м на чемпионате мира среди взрослых. В 2019 году Шадукаев на чемпионатах мира стал 5-м среди молодёжи и 11-м среди взрослых. Бронза на чемпионате Азии 2020 года в Нью-Дели стала для него первой наградой на соревнованиях такого уровня.

## Семья
Брат Шадукаева Тамерлан также занимается греко-римской борьбой, является чемпионом и призёром чемпионатов Азии.